# Regional Exprés

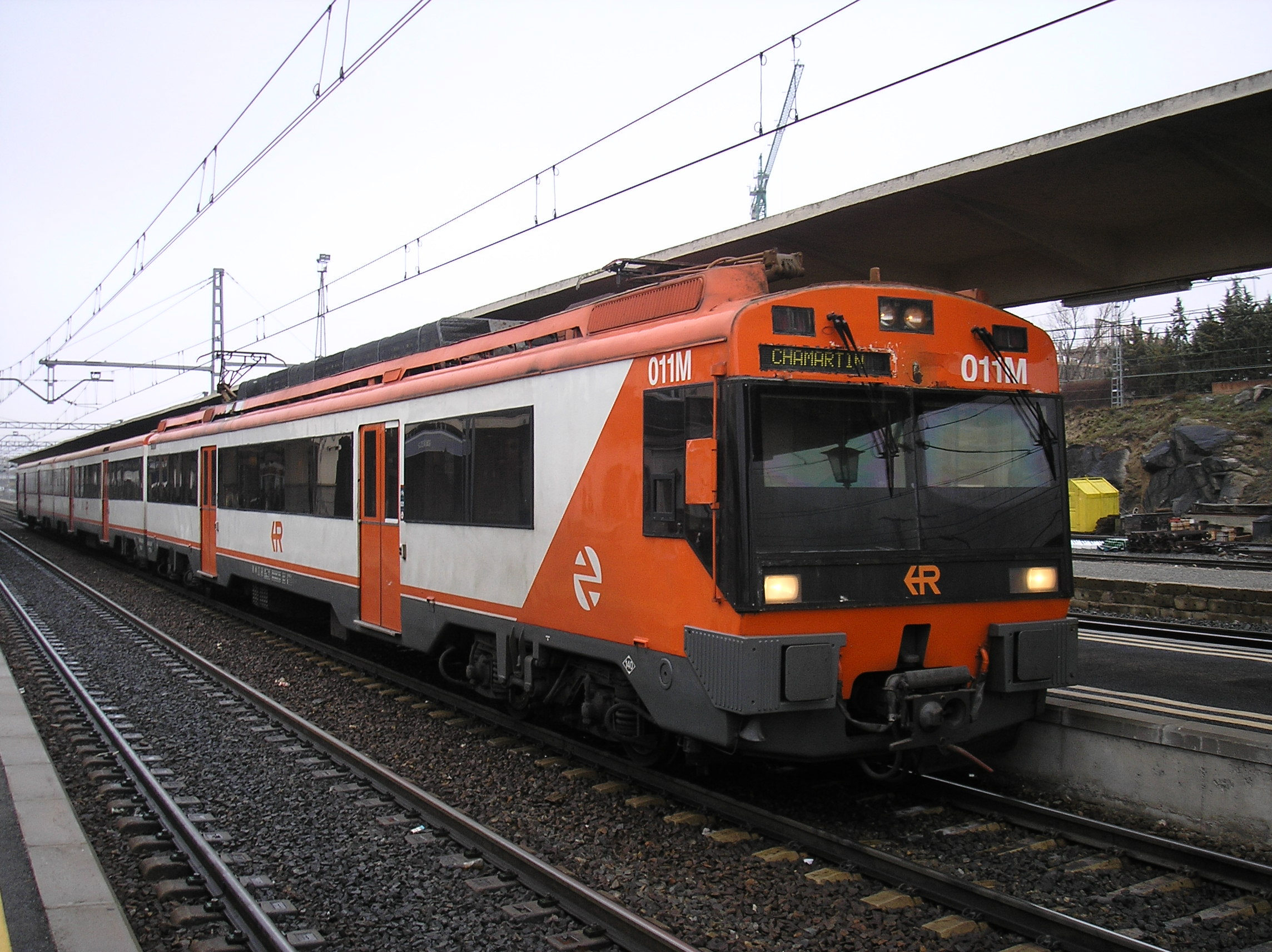
Tren de la serie 470, haciendo un servicio a Madrid.

Regional Exprés es un servicio ferroviario de Media Distancia que Renfe Operadora comercializa en España. Se diferencia del servicio denominado «Regional» en que dispone de menos paradas, reduciendo los tiempos de viaje. Se realizan con los trenes regionales de menores prestaciones de los que dispone Renfe Operadora. La mayoría de estos servicios han sido sustituidos por otros con mayores prestaciones y material más moderno. 
En sus respectivas comunidades autónomas también recibieron el nombre de «Andalucía Exprés», «Aragón Exprés», «Castilla y León Exprés», «Cataluña Exprés» y «Galicia Exprés». Aunque esas denominaciones fueron desapareciendo progresivamente.

## Servicio

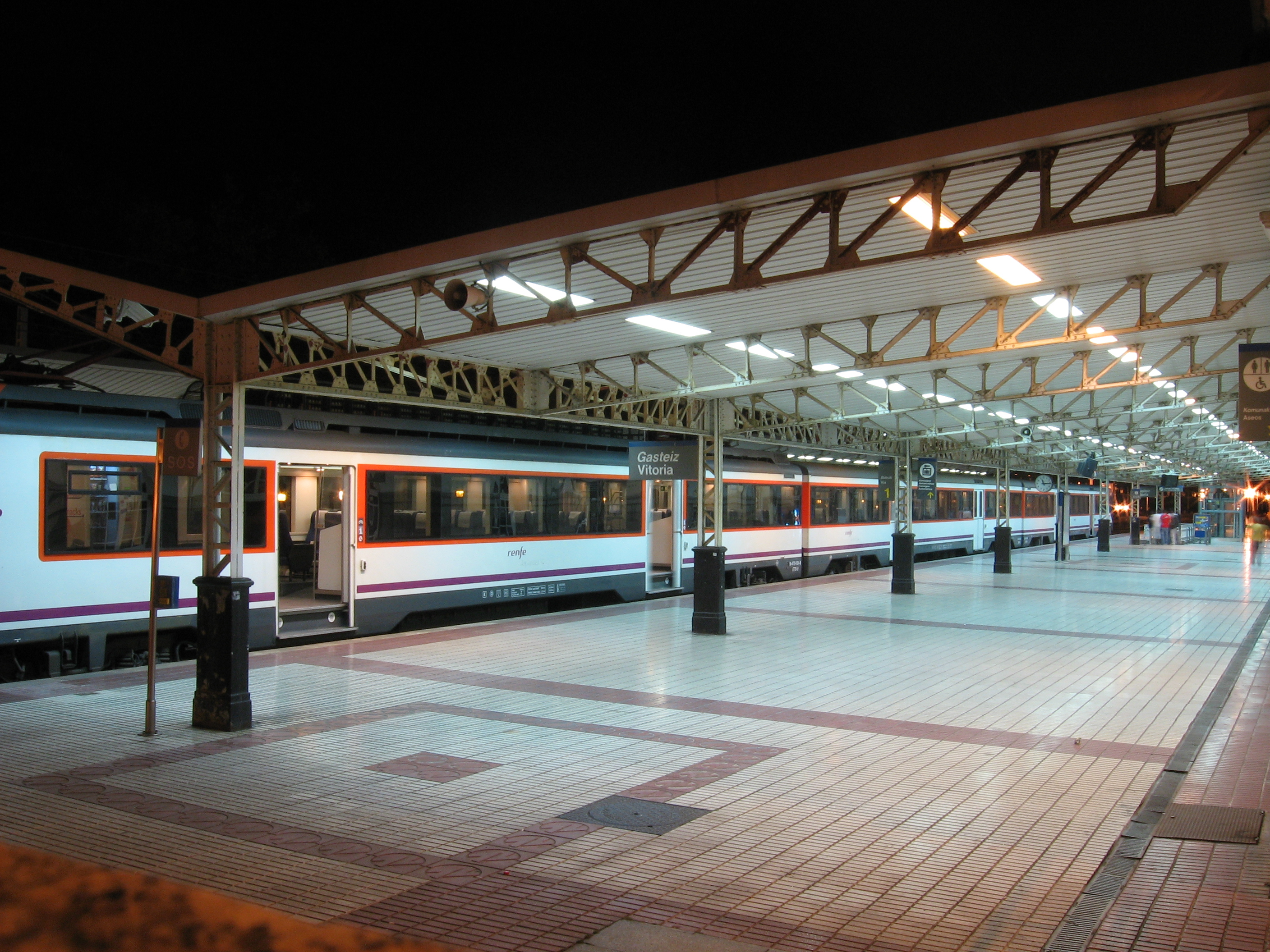
Tren de la serie 470, en Estación de Vitoria.

Los trenes que prestan servicio Regional Exprés son más económicos que los de larga distancia y en muchos casos tienen tiempos de viaje similares. Tienden a efectuar parada en municipios de más de 1000 habitantes, dispone de clase única, permiten el transporte de bicicletas, cuentan con megafonía interior, teleindicadores de destino exteriores, y en algunos casos teleindicadores de destino, próxima estación, hora y temperatura interiores y máquina expendedora.
En muchos casos el billete puede adquirirse en el propio tren, ya que algunas estaciones no disponen de venta de billetes. Puede comprarse el billete con una antelación máxima de 15 días.

## Material rodante

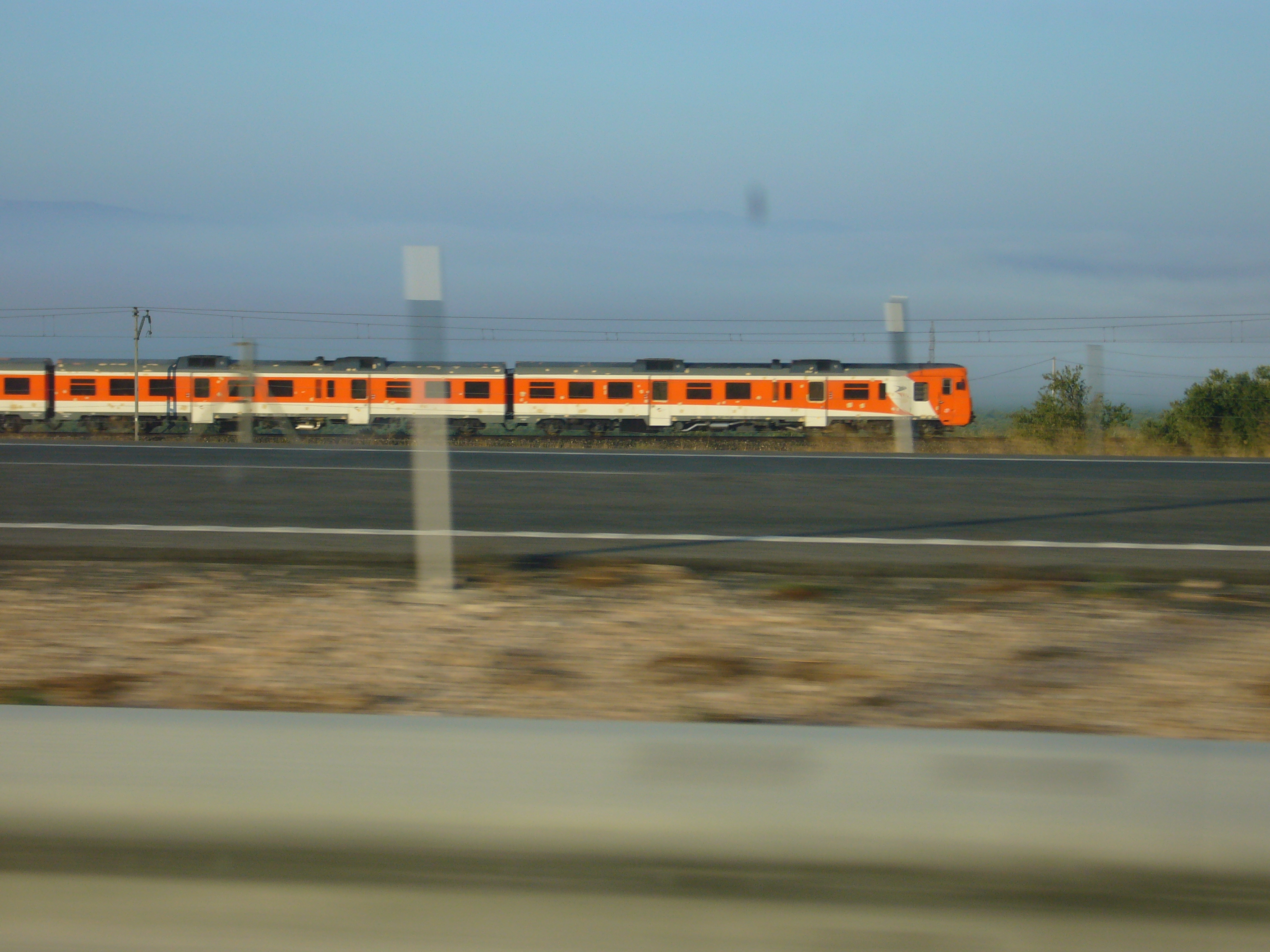
Tren de la serie 592.200

Los trenes que utiliza Renfe Operadora para los servicios Regional Exprés suelen ser convoyes de mediana edad. Algunos son unidades reformadas que originalmente sirvieron líneas de Cercanías o larga distancia. En todos los casos son trenes autopropulsados, también llamados automotores o U.T. (Unidad de Tren). En ningún caso se prestan estos servicios con el clásico concepto de tren, de locomotora que arrastra unos coches de viajeros.
La velocidad máxima de estos trenes oscila entre 120 km/h y 160 km/h según el tipo de tren: 120 km/h para la serie 592, 140 km/h para las series 592.2, 440R y 470, y 160 km/h para la serie 448 y 449. El interior de cada coche es diáfano, sin que existan puertas más que entre un coche y otro, lo que hace los interiores más amplios pero también más ruidosos y peor climatizados. En Cataluña, a partir de 2016, se usan trenes de la serie 447 reformadas para Media Distancia y adaptados a PMR y con asientos adaptados para el servicio, y algunos 447 de la R3 para sustituir las 470

## Denominación
En ciertas comunidades autónomas peninsulares este servicio era o es financiado por las comunidades autónomas y llevan el nombre de la autonomía en lugar de «Regional». Es el caso de las comunidades de Galicia «Rexionais Galicia», Andalucía «Andalucía Exprés», Aragón «Regionales Aragón/Aragón Exprés», Castilla y León «Castilla y León Exprés» y Cataluña «Cataluña Exprés». Posteriormente estos nombres fueron desapareciendo debido a que los servicios fueron siendo sustituidos por otros o a que se volvió a utilizar la denominación «Regional Exprés».

## Recorridos
Actualmente muchos de los servicios Regional Exprés han sido sustituidos por otros más modernos debido a la renovación de los servicios de Media Distancia y todo su parque motor que se lleva efectuando durante los últimos años. En primer lugar se renovó el material diésel estableciendo los TRD y R598, y por último el material de cualquier tipo estableciendo servicios MD. Los recorridos que actualmente se mantienen en servicio (aunque algunos de reciente denominación por Renfe, antiguos TRD) son:
| Línea | Origen                        | Paradas | Destino                     |
| ----- | ----------------------------- | --- | --------------------------- |
| 22    | Zaragoza-Delicias             | Casetas · Alagón · Cabañas de Ebro · Pedrola · Luceni · Gallur · Cortes de Navarra · Ribaforada · Tudela de Navarra · Castejón de Ebro · Alfaro · Rincón de Soto · Calahorra · Féculas de Navarra · Alcanadre · Arrubal · Agoncillo · Recajo | Logroño                     |
| 26    | Zaragoza-Delicias             | Casetas · Alagón · Cabañas de Ebro · Pedrola · Luceni · Gallur · Cortes de Navarra · Ribaforada · Tudela de Navarra · Castejón de Ebro · Villafranca de Navarra · Marcilla de Navarra · Olite · Tafalla · Pamplona · Huarte-Araquil · Echarri-Aranaz · Alsasua-Pueblo · Araya · Salvatierra · Alegría de Álava | Vitoria                     |
| 32    | Barcelona-Estación de Francia | Barcelona Clot-Aragón · Barcelona-Paseo de Gracia · Barcelona Sants · Villanueva y Geltrú · San Vicente de Calders · Torredembarra · Altafulla-Tamarit · Tarragona · VIla-seca · Cambrils · Montroig del Camp · Hospitalet del Infante (Vandellós) · Ametlla de Mar · La Ampolla-El Perelló-Deltebre · Camarles-Deltebre · La Aldea-Amposta · Campredó | Tortosa                     |
| 34    | Zaragoza-Delicias             | Zaragoza-Portillo. · Zaragoza-Goya · Miraflores · El Burgo de Ebro · Fuentes de Ebro · Pina · Quinto · La Zaida-Sástago · Azaila · La Puebla de Híjar · Samper · Escatrón · Chiprana · Caspe · Valle de Pilas · Fabara · Nonaspe · Fayón-La Pobla de Massaluca · Ribarroja de Ebro · Flix · Ascó · Mora la Nueva · Marsá-Falset · Pradell · Dosaiguas-La Argentera · Riudecañas-Botarell · Las Borjas del Campo · Reus · Tarragona · San Vicente de Calders · Barcelona-Sants · Barcelona-Paseo de Gracia · -Barcelona-Estación de Francia / Barcelona Clot-Aragón | Barcelona-San Andrés Condal |
| 34    | Barcelona-Estación de Francia | Barcelona-Paseo de Gracia · Barcelona Sants · Villanueva y Geltrú · San Vicente de Calders · Tarragona · Vilaseca de Solcina · Reus · Las Borjas del Campo · Riudecanyes-Botarell · Duesaigües-L'Argentera · Pradell · Marçá-Falset · Capçanes · Els Guiamets · Mora la Nueva · Ascó · Flix | Ribarroja de Ebro           |
| 35    | Barcelona-Estación de Francia | Barcelona-Paseo de Gracia · Barcelona Sants · Villanueva y Geltrú · San Vicente de Calders · Roda de Mar · Roda de Bará · Salomó · Vilabella · Nulles-Bràfim · Valls · La Plana-Picamoixons · La Riba · Vilaverd · Montblanc · Espluga de Francolí · Vimbodí · Vinaixa · La Floresta · Borjas Blancas · Juneda · Puigvert de Lérida | Lérida-Pirineos             |
| 35    | Barcelona-Estación de Francia | Barcelona-Paseo de Gracia · Barcelona Sants · Villanueva y Geltrú · San Vicente de Calders · Tarragona · Reus · La Selva del Camp · Alcover · La Plana-Picamoixons · La Riba · Vilaverd · Montblanc · Espluga de Francolí · Vimbodí · Vinaixa · La Floresta · Borjas Blancas · Juneda · Puigvert de Lérida | Lérida-Pirineos             |
| 35    | Hospitalet                    | Barcelona-Sants · Barcelona-Plaza de Cataluña · Barcelona-Arco de Triunfo · Barcelona-San Andrés Arenal · Torre del Baró · Moncada y Reixach-Manresa · Sardañola del Vallés · Barberá del Vallés · Sabadell Sur · Sabadell Centro · Sabadell Norte · Tarrasa Este · Tarrasa · San Vicente de Castellet · Manresa · Rajadell · Aguilar de Segarra · Seguers-Salavinera · Calaf · San Martín Sasgayolas · San Guim de Freixenet · Cervera · Tárrega · Anglesola · Bellpuig · Castellnou de Seana · Golmés · Mollerusa · Bell Lloch                                   | Lérida-Pirineos             |
| 36    | Barcelona-Estación de Francia | Barcelona-Paseo de Gracia · Barcelona Sants · San Vicente de Calders · Tarragona · Reus · Borjas del Campo· Riudecañas-Botarell · Dosaiguas-L'Argentera · Pradell · Marsá-Falset · Mora la Nueva · Ascó · Flix · Ribarroja de Ebro · Fayón-La Pobla de Massaluca · Nonaspe · Fabara · Val de Pilas · Caspe · Chiprana · Escatrón · Samper · La Puebla de Híjar · Azaila · La Zaida-Sástago · Quinto · Pina · Fuentes de Ebro · El Burgo de Ebro · Zaragoza-Portillo                                                                                                | Zaragoza-Delicias           |
| 38    | Zaragoza-Delicias             | Zaragoza-Portillo · Zaragoza-Goya · Miraflores · Tardienta · Grañén · Sariñena · Monzón-Río Cinca · Binéfar | Lérida-Pirineos             |
| 50    | Valencia-Norte                | Valencia-Fuente de San Luís · Valencia-Cabañal · Roca-Cúper · Albuixech · El Puig · Puçol · Sagunto · Els Valls · Almenara · La Llosa · Chilches · Moncofa · Nules-La Villavella · Burriana-Alqueries del Niño Perdido · Villarreal · Almassora · Castellón de la Plana · Benicasim · Oropesa del Mar · Torreblanca · Alcalá de Chivert · Benicarló-Peñíscola · Vinaroz · Ulldecona · La Aldea-Amposta | Tortosa                     |
| 52    | Madrid - Atocha Cercanías     | Leganés · Fuenlabrada · Illescas · Torrijos· Talavera de la Reina · Oropesa de Toledo · Navalmoral de la Mata · Casatejada · Monfragüe · Plasencia · Mirabel · Casas de Millán · Cañaveral | Cáceres                     |
| 54    | Madrid - Chamartín            | Alcalá de Henares · Guadalajara · Espinosa de Henares · Carrascosa de Henares · Jadraque · Matillas · Baides · Sigüenza · Torralba · Almazán-Villa · Tardelcuende · Quintana Redonda | Soria                       |